# Giovanna Trillini
Giovanna Trillini, née le 17 mai 1970 à Jesi, est une escrimeuse italienne, pratiquant le fleuret.

## Biographie
Tirant dans une discipline, le fleuret, et à une époque dominée par sa compatriote Valentina Vezzali qui possède le plus beau palmarès de l'escrime mondial, détient tout de même sept médailles olympiques, avec un titre en individuelle aux Jeux olympiques de 1992 à Barcelone et trois autres titres consécutifs par équipes. Elle aurait pu prétendre à un 4e titre consécutif si lors des Jeux olympiques de 2004 à Athènes, le fleuret n'avait pas laissé sa place à la nouvelle épreuve du sabre féminin en individuel.

## Hommage
Le 7 mai 2015, en présence du président du Comité national olympique italien (CONI), Giovanni Malagò, a été inauguré  le Walk of Fame du sport italien dans le parc olympique du Foro Italico de Rome, le long de Viale delle Olimpiadi. 100 tuiles rapportent chronologiquement les noms des athlètes les plus représentatifs de l'histoire du sport italien. Sur chaque tuile figure le nom du sportif, le sport dans lequel il s'est distingué et le symbole du CONI. L'une de ces tuiles lui est dédiée .

## Palmarès
- Jeux olympiques d'été
  -  Médaille d'or en individuelle aux Jeux olympiques de 1992 à Barcelone
  -  Médaille d'or par équipes aux Jeux olympiques de 1992 à Barcelone
  -  Médaille d'or par équipes aux Jeux olympiques de 1996 à Atlanta
  -  Médaille d'or par équipes aux Jeux olympiques de 2000 à Sydney
  -  Médaille d'argent en individuel aux Jeux olympiques de 2004 à Athènes
  -  Médaille de bronze en individuel aux Jeux olympiques de 1996 à Atlanta
  -  Médaille de bronze en individuel aux Jeux olympiques de 2000 à Sydney
  -  Médaille de bronze par équipes aux Jeux olympiques de 2008 à Pékin.
- Championnats du monde d'escrime
  -  Médaille d'argent par équipes au Championnat du monde de Sofia 1986
  -  Médaille de bronze par équipes au Championnat du monde de Lausanne 1987
  -  Médaille de bronze au Championnat du monde à Denver 1989
  -  Médaille d'or par équipes au Championnat du monde à  Lyon 1990
  -  Médaille d'argent au Championnat du monde à  Lyon 1990
  -  Médaille d'or au Championnat du monde à Budapest 1991
  -  Médaille d'or par équipes au Championnat du monde à Budapest 1991
  -  Médaille d'argent par équipes au Championnat du monde à Athènes 1994
  -  Médaille d'or par équipes au Championnat du monde à  La Haye 1995
  -  Médaille d'argent au Championnat du monde à  La Haye 1995
  -  Médaille d'or au Championnat du monde à Le Cap 1997
  -  Médaille d'or par équipes au Championnat du monde à Le Cap 1997
  -  Médaille d'or par équipes au Championnat du monde à La Chaux de Fonds 1998
  -  Médaille de bronze au Championnat du monde à La Chaux de Fonds 1998
  -  Médaille d'or par équipes au Championnat du monde à Nimes 2001
  -  Médaille d'or par équipes au Championnat du monde à New York 2004
  -  Médaille d'argent par équipes au Championnat du monde à Turin 2006
  -  Médaille de bronze au Championnat du monde à Turin 2006
  -  Médaille de bronze au Championnat du monde à Saint-Petersbourg 2007
- Championnats d'Europe d'escrime
  -  Médaille de bronze au championnat d'Europe de Cracovie 1994
  -  Médaille de bronze par équipes au championnat d'Europe de Plovdiv 1998
  -  Médaille d'or par équipes au championnat d'Europe de Bolzano 1999
  -  Médaille d'or par équipes au championnat d'Europe de Coblence 2001
  -  Médaille d'argent par équipes au championnat d'Europe de Coblence 2001
- autres
  - 4 Coupes du monde
  - 32 victoires en Coupe du monde (dont Tournoi d'escrime de Marseille 1990, 1991, 1994, 2004, 2007)